# Коростышев
Коросты́шев (укр. Коростишів) — город в Житомирском районе Житомирской области Украины. До 2020 года был административным центром упразднённого Коростышевского района.

## Географическое положение
Расположен на реке Тетерев в 28 км восточнее Житомира, и 107 км западнее Киева.

## История

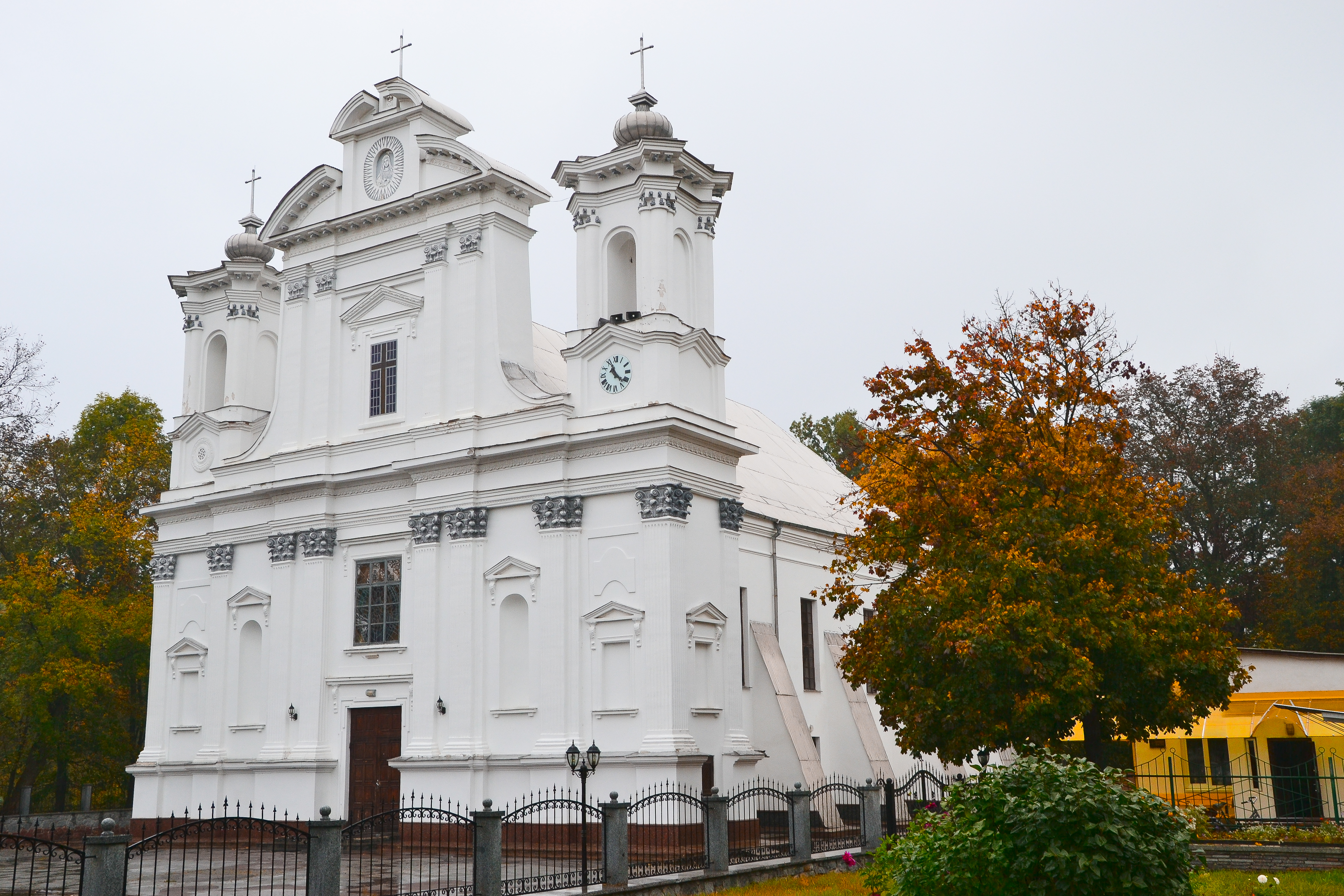
Костёл Рождества Пресвятой Девы Марии (постройка конца XVIII века)

Поселение возникло в XIII веке, но точная дата его основания неизвестна.
Первое письменное упоминание о селении относится к 1499 году. 26 марта 1499 года великий князь литовский Александр Ягеллон подарил его боярину Кшиштофу Александровичу Кмиту. Следующие 65 лет Коростышев принадлежал роду Кмитов Чернобыльских, с 1565 года стал собственностью графов Олизаров.
После Люблинской унии 1569 года — в составе Речи Посполитой.
В начале XVII века в городе были построены замок и костёл, в 1634 году — деревянный мост через реку Тетерев.
Жители города участвовали в восстании Хмельницкого, в 1649 году Коростышев стал сотенным городком Белоцерковского полка. В 1660 году наступавшие на Киев польские войска заняли город, который был оставлен казаками без боя и встали здесь на зимовку. После Андрусовского мира 1667 года Коростышев отошел Речи Посполитой.
В 1779 году Коростышев получил Магдебургское право, герб с изображением родовой эмблемы графов Олизаров (золотой церковной хоругви с крестом на красном фоне) и разрешение на проведение 7 ярмарок в год.
В 1783 году здесь насчитывалось 108 домов и 600 жителей.

### 1793—1917
После второго раздела Польши в 1793 году Коростышев в составе Правобережной Украины вошел в состав Российской империи. В 1795 году местечко стало волостным центром Радомысльского уезда Волынской губернии, в 1797 году уезд был передан в состав Киевской губернии.
В 1850-х годах в Коростышеве началась разработка месторождений гранита, при этом большинство рабочих поначалу составляли итальянцы.

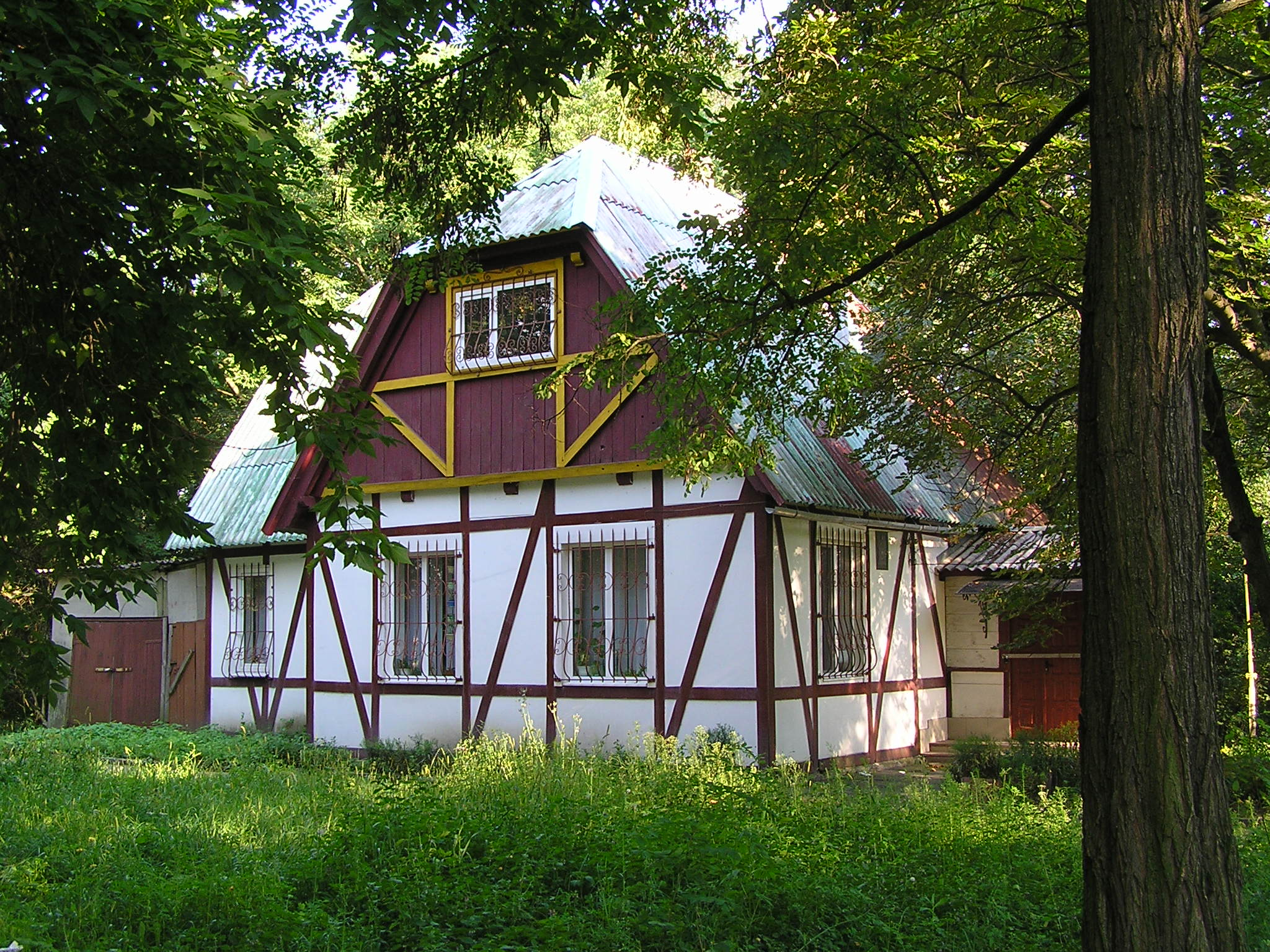
Усадьба Олизара

До 1868 года владельцами Коростышева и расположенных рядом лесов оставалась семья Олизаров. В первой половине XIX века при поддержке графа Г. Ф. Олизара развивалась промышленность Коростышева, был построен каменный мост, сооружен парк на левом берегу реки Тетерев.
В 1873 году из Киева в Коростышев была переведена учительская семинария с начальной школой, в 1883 году при семинарии была открыта метеорологическая станция.
В 1893 году здесь насчитывалось свыше 250 дворов и 1885 человек постоянного населения, действовали почта, 3 водяных мельницы, 6 суконных фабрик, писчебумажная фабрика, 2 лесопильни, смолокуренный завод, кожевенный завод, стеклянный завод, винокуренный завод, пивоваренный завод, гранильные и каменотесные заведения, до 75 торговых лавок, а также 2 православные церкви, католический костел, кирха, синагога.
В 1900 году в Коростышеве насчитывалось 807 дворов и проживало 5 463 человека. Главным занятием их было земледелие. За местечком числилось свыше 17909 десятин земли, из которых свыше 16645 десятин принадлежало помещику генерал-майору А. П. Племянникову, 42,5 — церкви и 1222 — крестьянам. И помещик, и крестьяне, вели хозяйство по трехпольной системе.

### 1918—1991
В январе 1918 года была установлена Советская власть.
В 1935 году численность населения составляла 6,8 тыс. человек, здесь действовали винокуренный завод, суконная фабрика, бумажная фабрика, лесопильный завод и несколько мелких предприятий. Вблизи города находился каменный карьер, в котором работали до 200 человек.
В 1938 году Коростышев стал городом.
9 июля 1941 года Коростышев был оккупирован немецкими войсками, в период оккупации в городе действовал подпольный райком КП(б)У, а в окрестных лесах партизанские отряды. Немцы создали здесь военную комендатуру и полицейский пост.
Действовавшей в райцентре советской подпольной организацией был создан партизанский отряд под командованием И. Цендровского, который начал действовать 25 мая 1942 года, организовав крушение немецкого железнодорожного эшелона. Осенью 1943 года полицейский пост в райцентре Коростышев уничтожила разведывательно-подрывная группа советского партизанского отряда «Смерть фашизму» № 2, которым командовал А. П. Грищенко (пять партизан-автоматчиков под командованием О. А. Лукомского бесшумно сняли часового, после чего вошли в помещение и уничтожили дежурного и 15 спавших полицейских).
В гранитном карьере была создана молодёжная подпольная группа Жиляева. На фронтах Великой Отечественной войны сражалось 2153 коростышевца, 721 из них был награждён за боевые заслуги орденами и медалями.
28 декабря 1943 года город был освобожден войсками 1-го Украинского фронта.
В 1946 году здесь началась разработка залежей бурого угля.
В 1953 году здесь действовали хлопчатобумажная фабрика, бумажная фабрика, спиртовой завод, обозный завод, педагогическое училище, вечерняя школа рабочей молодёжи, 3 средних школы, Дом культуры, кинотеатр и несколько библиотек.
По состоянию на начало 1981 года здесь действовали хлопчатобумажная фабрика, брикетная фабрика, завод «Электроприбор», завод железобетонных изделий, гранитный завод, льноперерабатывающий завод, кирпичный завод, спиртовой завод, молочный завод, райсельхозтехника с производственным отделением, комбинат бытового обслуживания, педагогическое училище, 5 общеобразовательных школ, музыкальная школа, больница, дом отдыха «Тетерев», Дом культуры, два клуба, кинотеатр, 15 библиотек и историко-краеведческий музей. Кроме того, на окраине города находился угольный разрез.
В 1989 году здесь была построена новая благоустроенная школа на 1178 учащихся.

### В независимой Украине
В октябре 1992 года находившиеся в городе льноперерабатывающий завод, завод железобетонных изделий, молокозавод, районное отделение сельхозхимии и районное отделение сельхозтехники были переданы в коммунальную собственность Житомирской области.
В мае 1995 года Кабинет министров Украины включил Коростышевский молочный завод в перечень предприятий, подлежащих приватизации в течение 1995 года. В 2007 году молокозавод был признан банкротом, в сентябре 2007 года началась ликвидация предприятия.
В июле 2014 года было принято решение о частичной приватизации предприятия по газоснабжению и газификации «Коростышевгаз».

## Население
В 1959 году численность населения составляла 16 960 человек.
В январе 1989 года численность населения составляла 28 046 человек.
По данным переписи 2001 года, украинцы составляли 92,76 % населения Коростышева, русские — 5,00 %, поляки — 1,36 %.
По состоянию на 1 января 2013 года численность населения составляла 25 817 человек.

### Языковой состав
Родной язык населения по данным переписи 2001 года:
| Язык       | Численность, чел. | Доля     |
| ---------- | ----------------- | -------- |
| Украинский | 24 298            | 94,42 %  |
| Русский    | 1 355             | 5,27 %   |
| Другие     | 82                | 0,31 %   |
| Итого      | 25 735            | 100,00 % |

Украинский язык является основным и единственным официальным языком города.
По данным Государственной службы статистики Украины в 2023/24 учебном году все 133 037 учащихся в учреждениях общего среднего образования в Житомирской области обучались в украиноязычных классах.

## Экономика

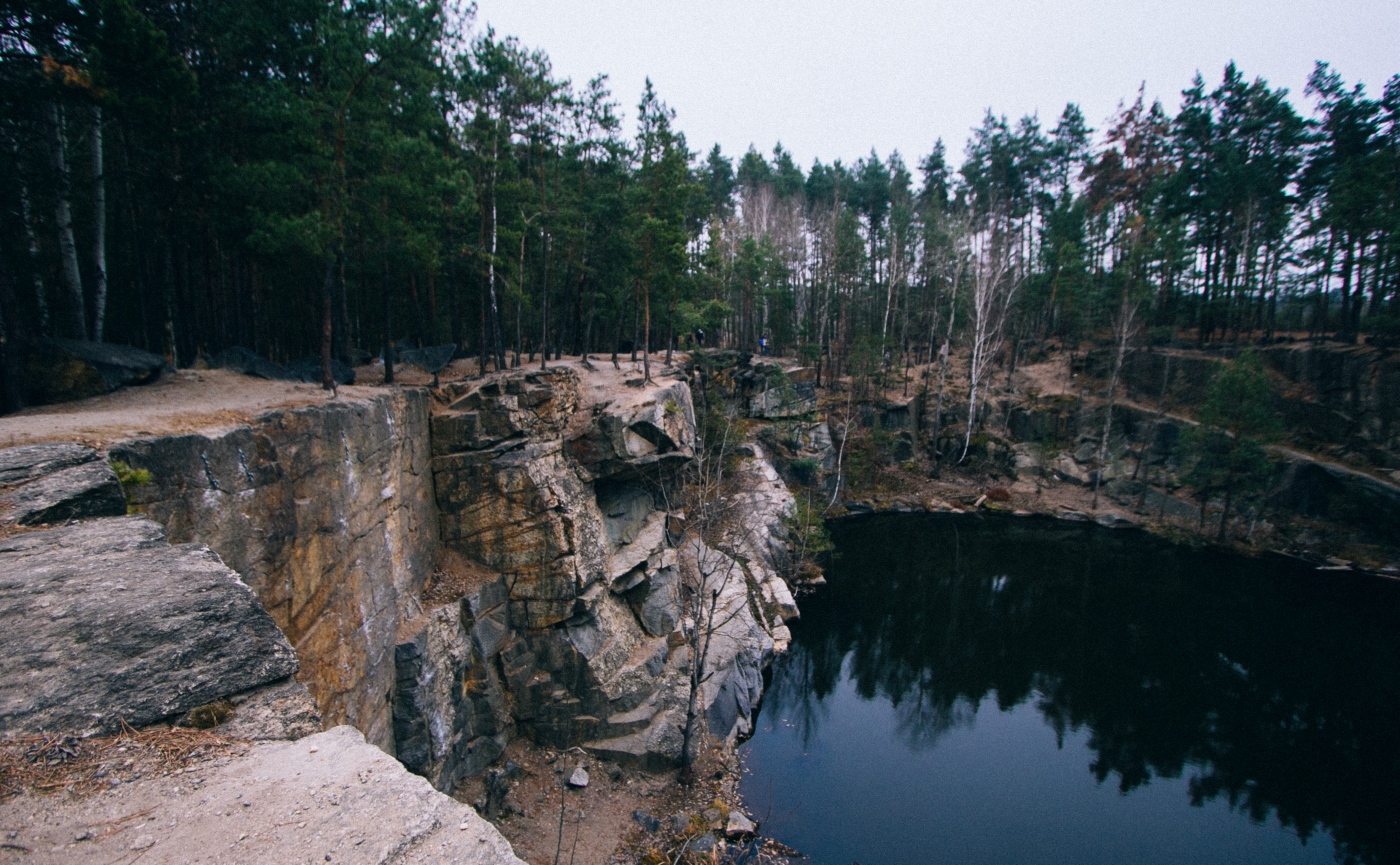
Коростышевский гранитный карьер

Коростышев остается небольшим провинциальным городком, который больше всего знаменит своими гранитными карьерами. До Чернобыльской аварии Коростышев славился хорошим воздухом, и в лесной санаторий «Тетерев» часто приезжали туристы, чтобы поправить здоровье, вылечить простуды и другие не тяжёлые лёгочные заболевания. Но курортной зоной Коростышев так и не стал, поскольку в источниках воды оказался слишком маленький процент сероводорода. После того как радиоактивное облако зацепило Житомирскую область, поток туристов упал, и Коростышев, несмотря на то, что он не попал в зону отчуждения, потерял статус курорта. И хотя сегодня санаторий «Тетерев» продолжает успешно функционировать и принимать отдыхающих, но в Коростышев приезжают больше любители активного туризма. Любителей водного спорта привлекает возможность спуститься на байдарках по порожистому Тетереву, любителей скалолазанья влекут вертикальные стены заброшенного гранитного карьера и скалы возле Коростышева.
Коростышев — один из центров гранито-добывающей и отделочной промышленности Украины. Раньше в городе и его околицах добывали гранит, cейчас пользуются в основном привозным сырьём из Житомирского, Малинского, Коростенского и других районов Житомирской области, а также Кировоградской, Николаевской, Днепропетровской областей. В городе работает несколько сотен частных предприятий по обработке гранита, изделия монументальной архитектуры которых известны по всей Украине.

## Транспорт

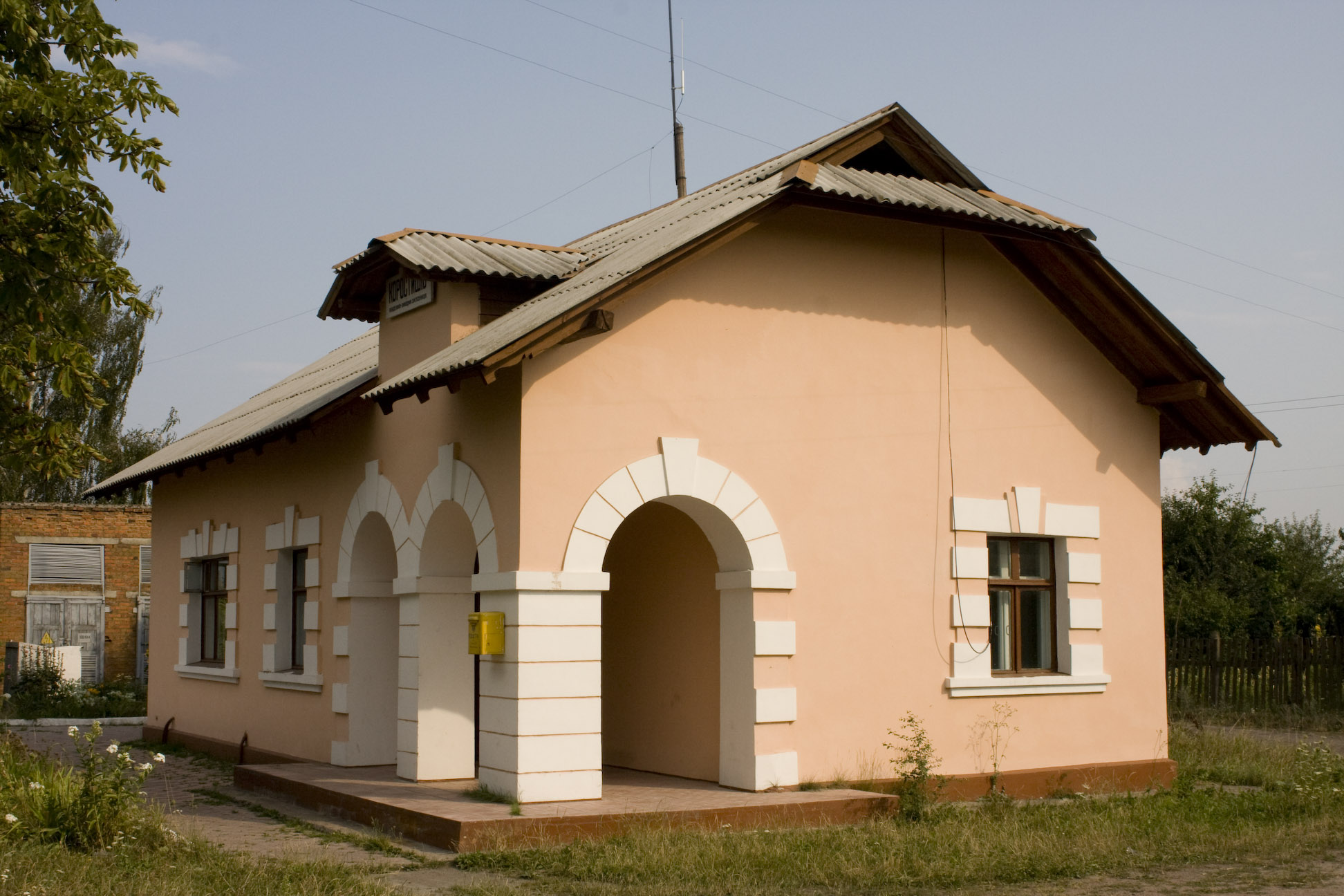
Железнодорожная станция Коростышев

Через Коростышев проходит автомобильная дорога Киев — Львов.
Железнодорожная станция Коростышев открыта в 1957 году, это конечная станция линии Житомир — Коростышев Юго-Западной железной дороги.

## Культура и образование

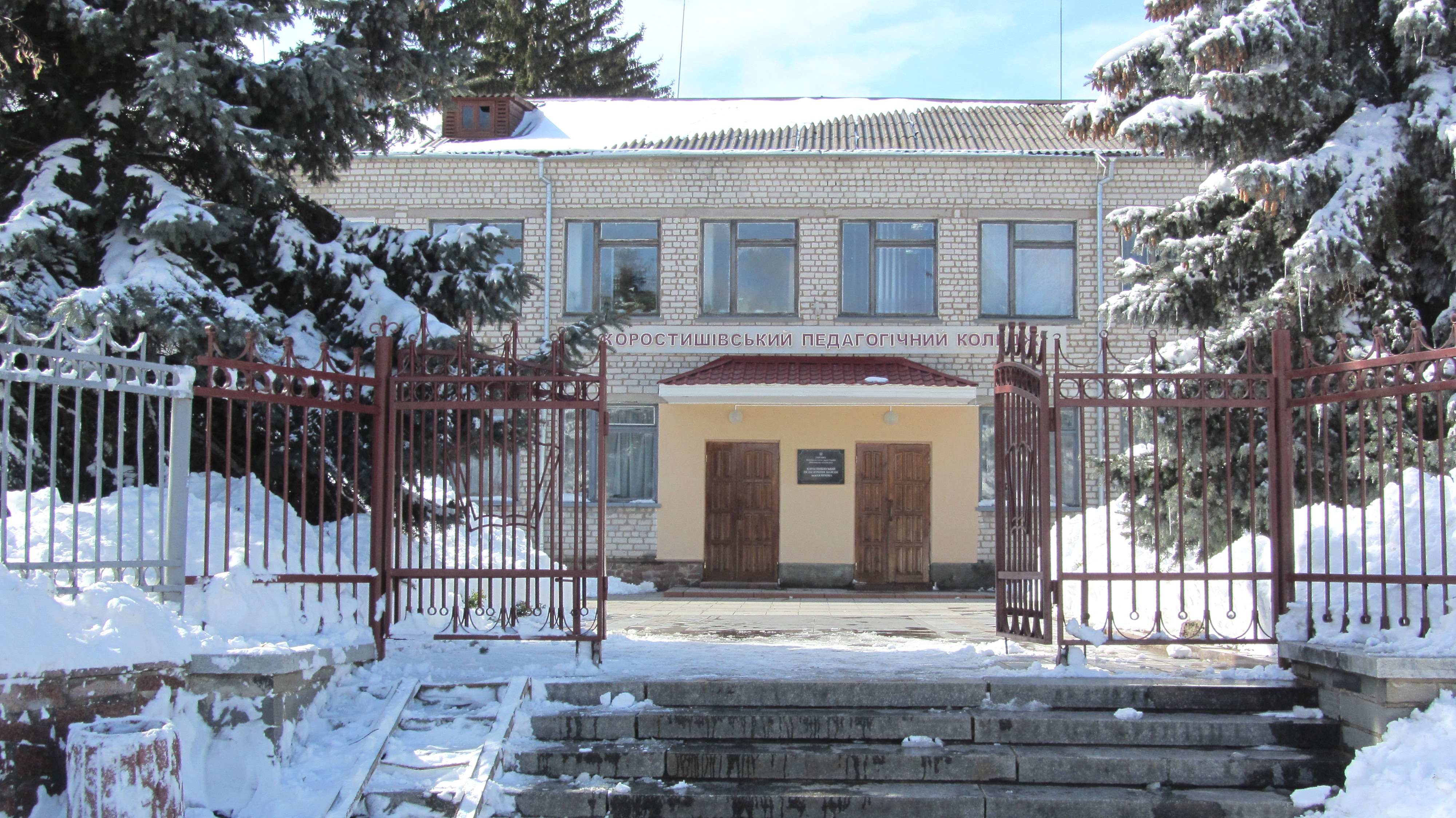
Коростышевский педагогический колледж имени И. Я. Франко

В Коростышеве работают шесть общеобразовательных школ (общеобразовательная школа № 1, школа-лицей № 2, общеобразовательная школа № 3, школа-интернат № 4, Коростышевская гуманитарная гимназия № 5 им. Т. Г. Шевченко и Общеобразовательная школа № 9), музыкальная школа, Коростышевский педагогический колледж им. И. Я. Франко и Коростышевский аграрный лицей.

## Средства массовой информации
- Газета «Коростишівська газета»[23]

## Галерея

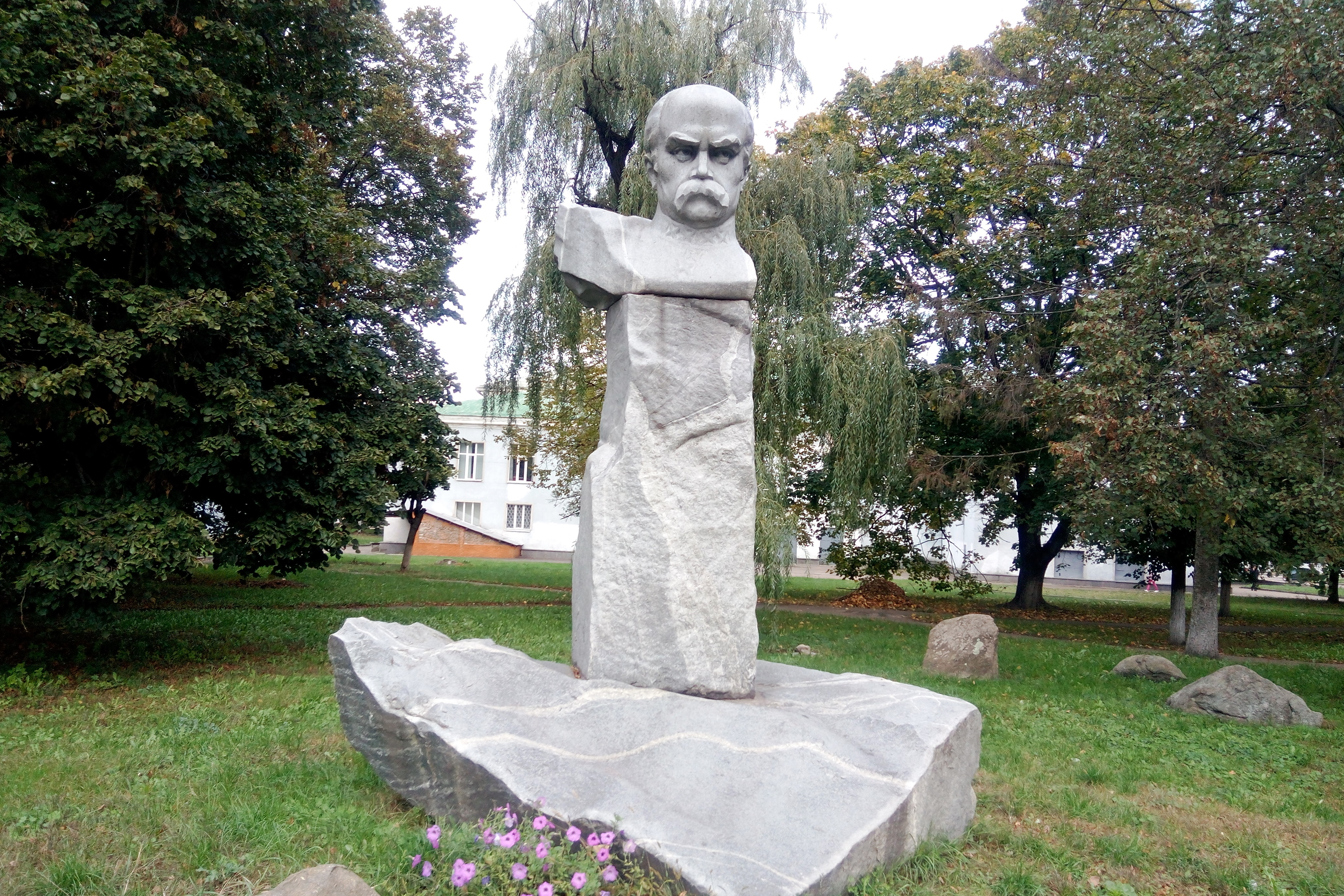
Памятник Тарасу Шевченко
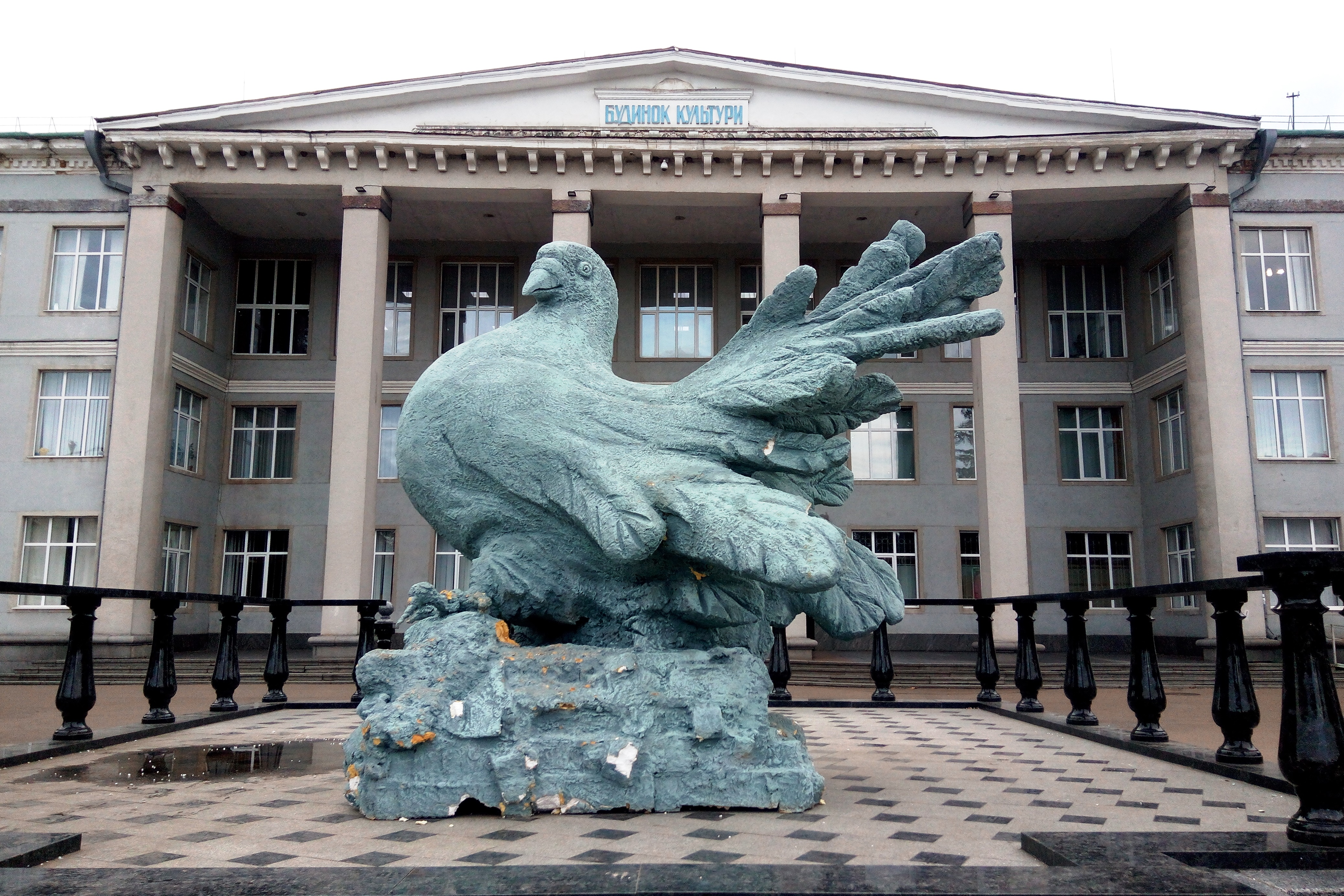
Голубь возле дома культуры
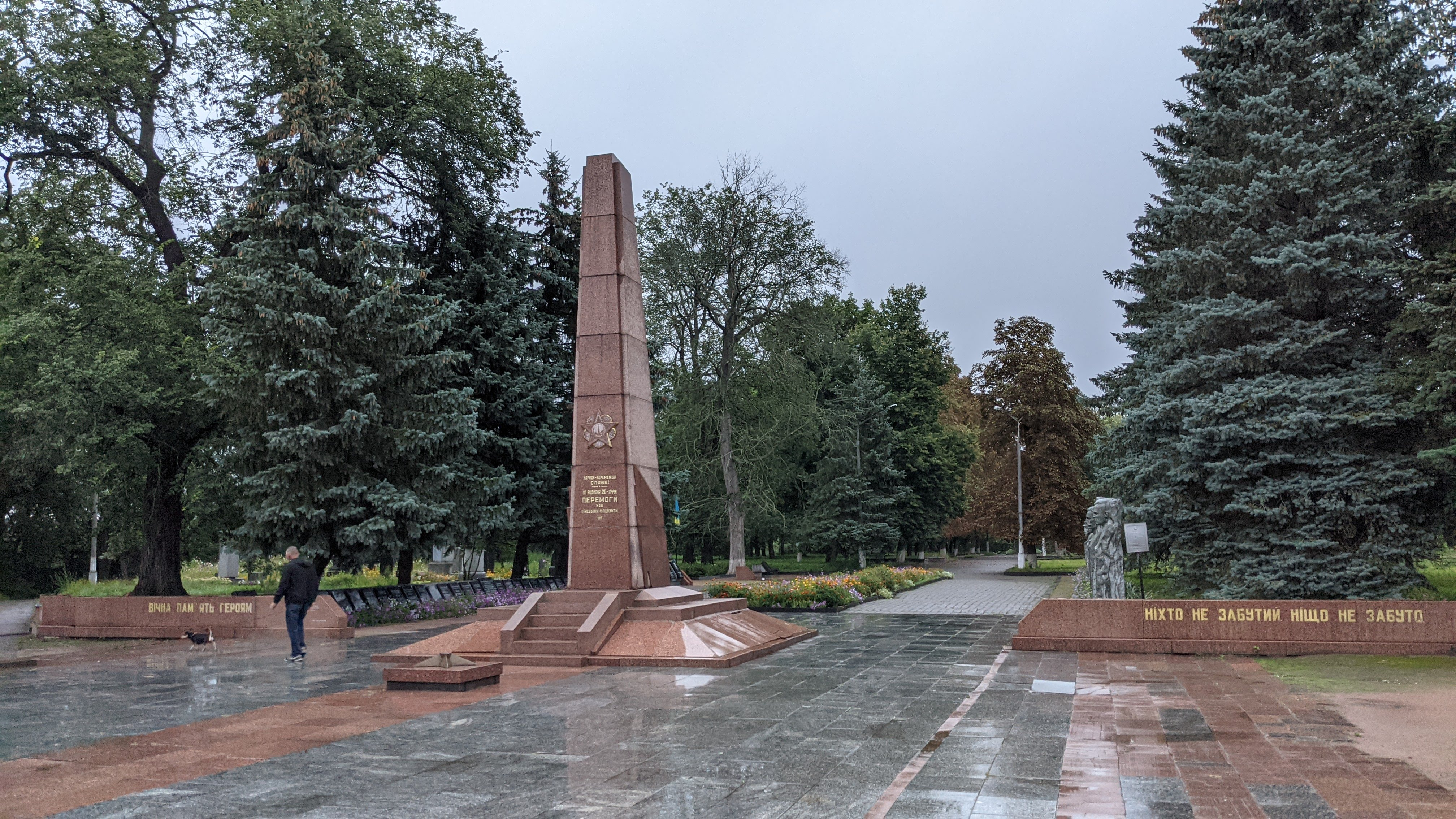
Обелиск Победы и аллея Славы
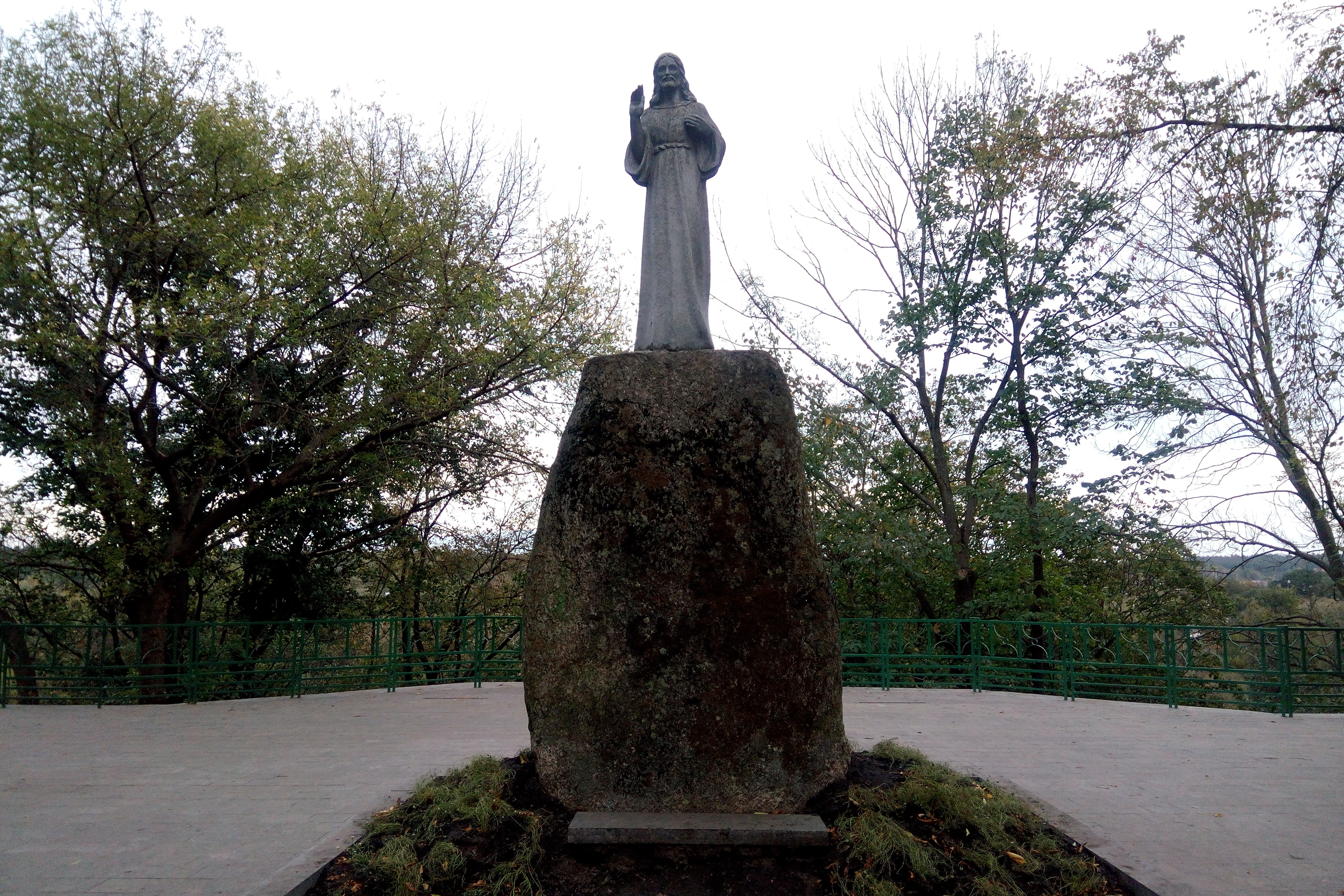
Иисус Христос
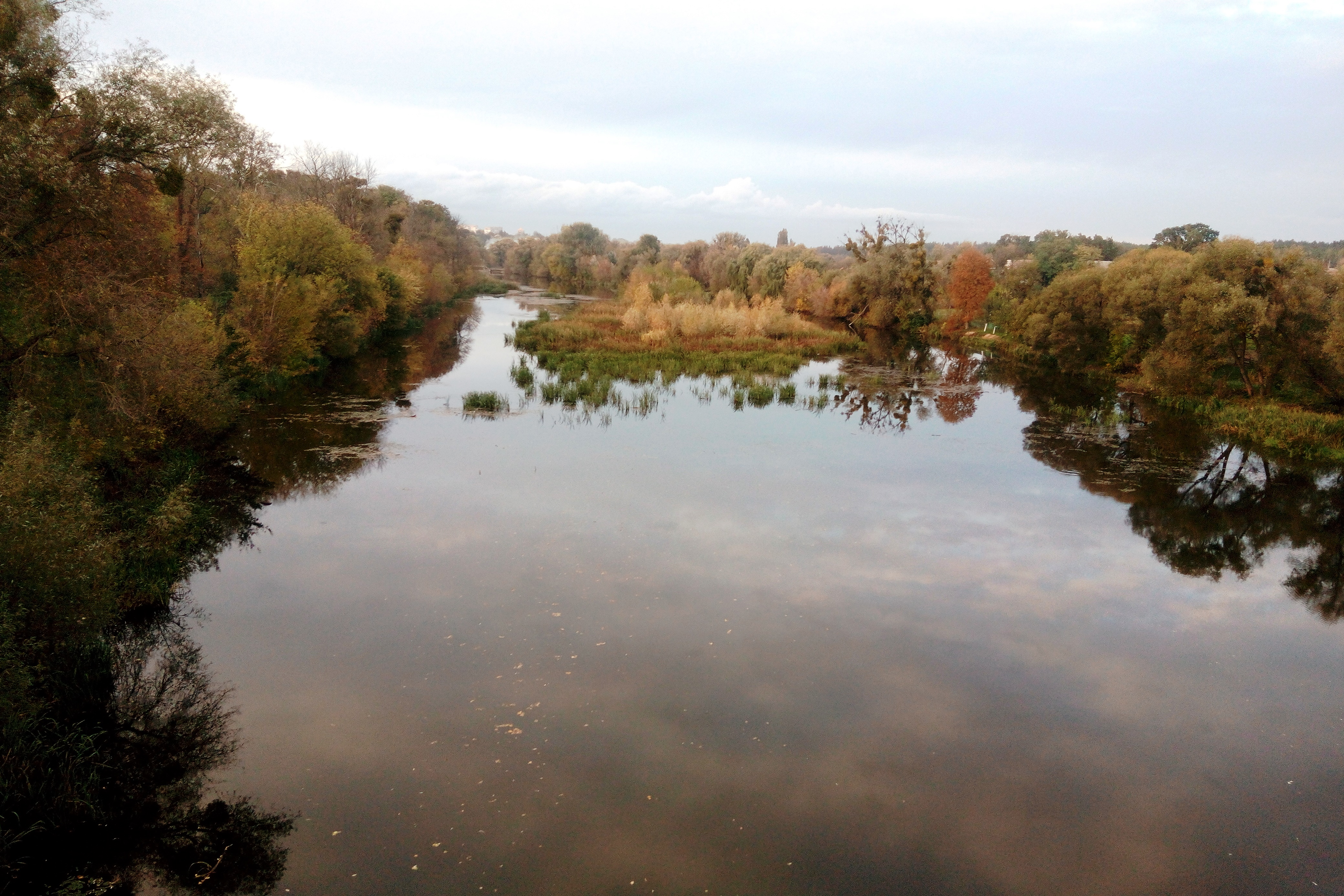
Река Тетерев
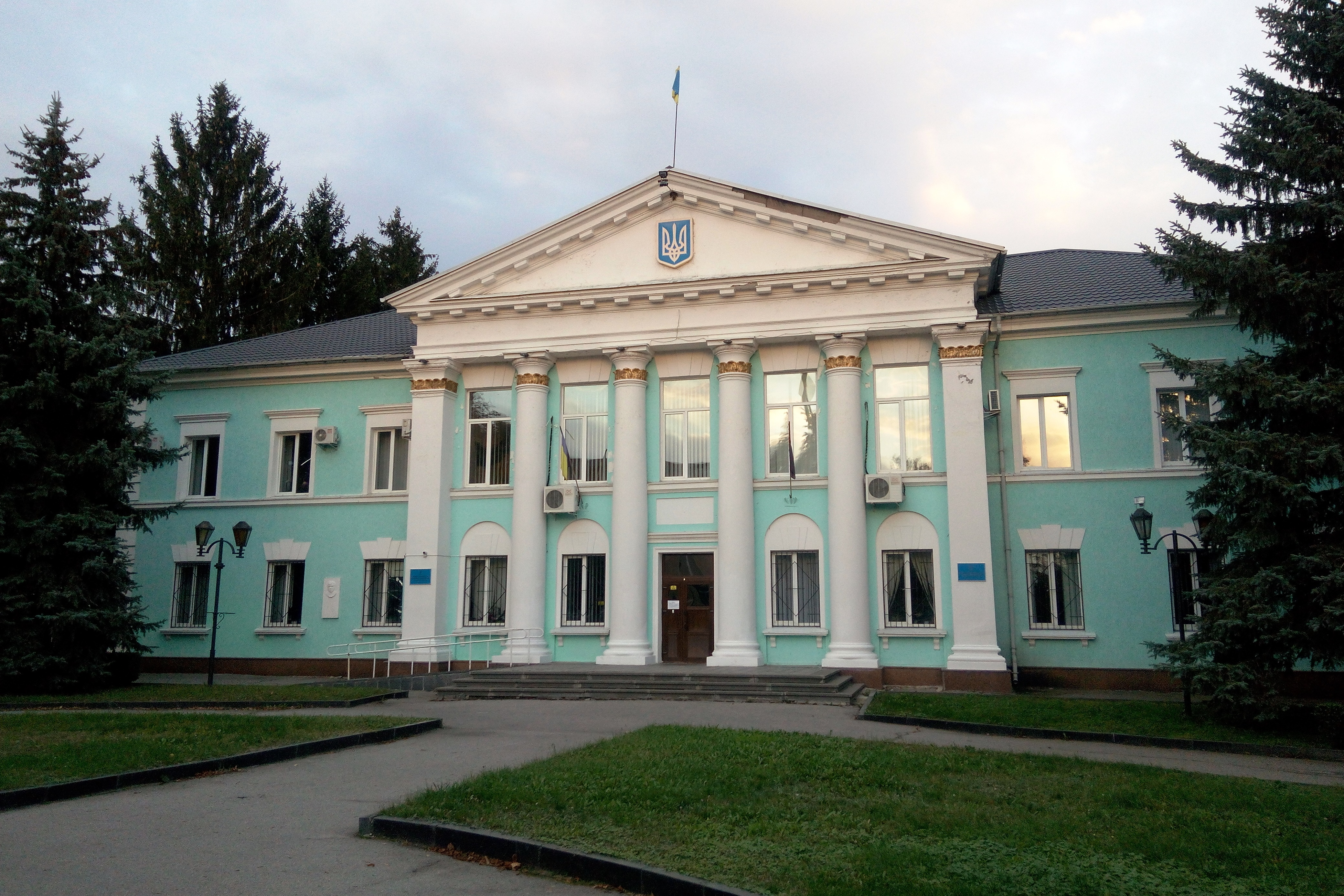
Коростышевская районная госадминистрация
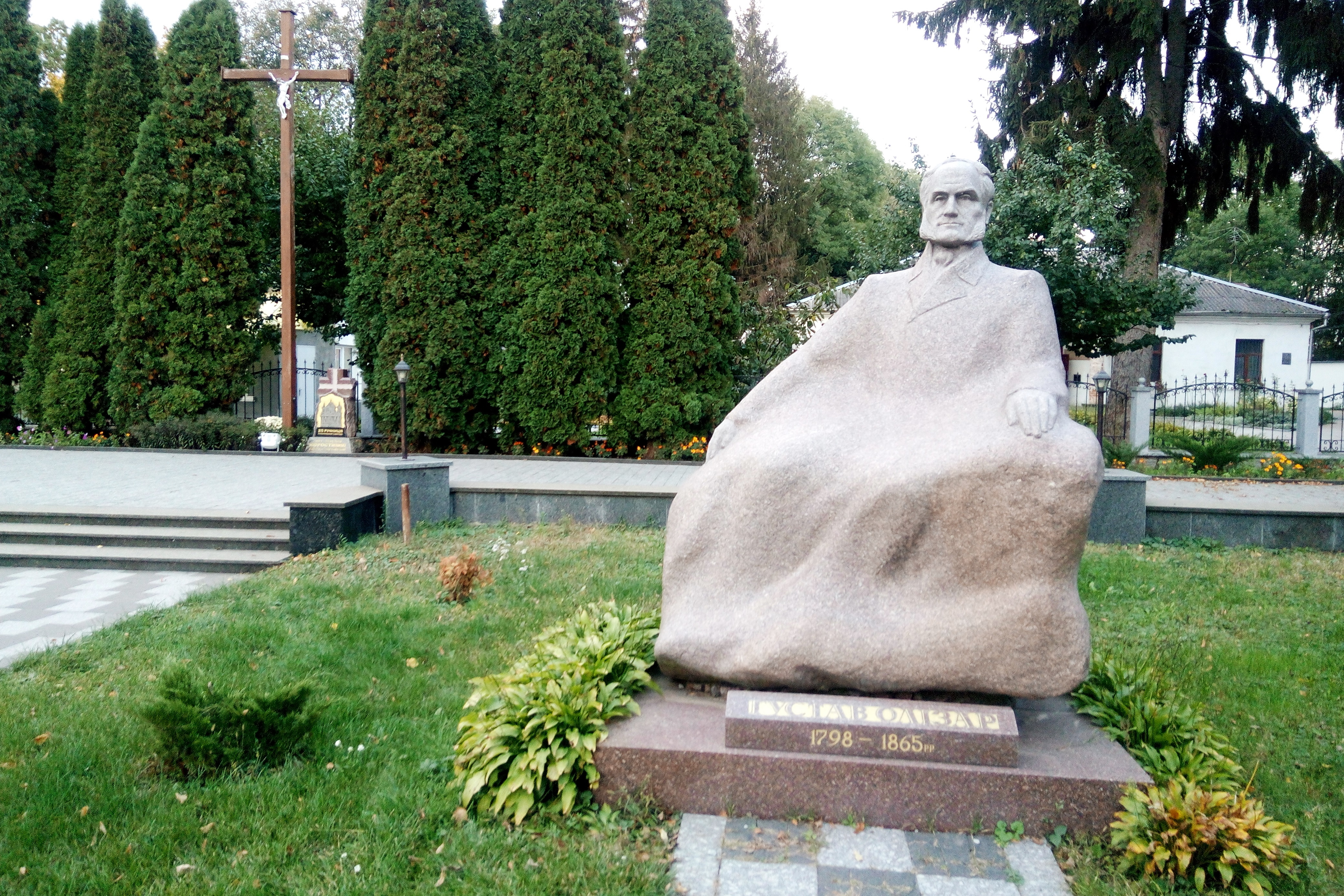
Памятник графу Густаву Олизару
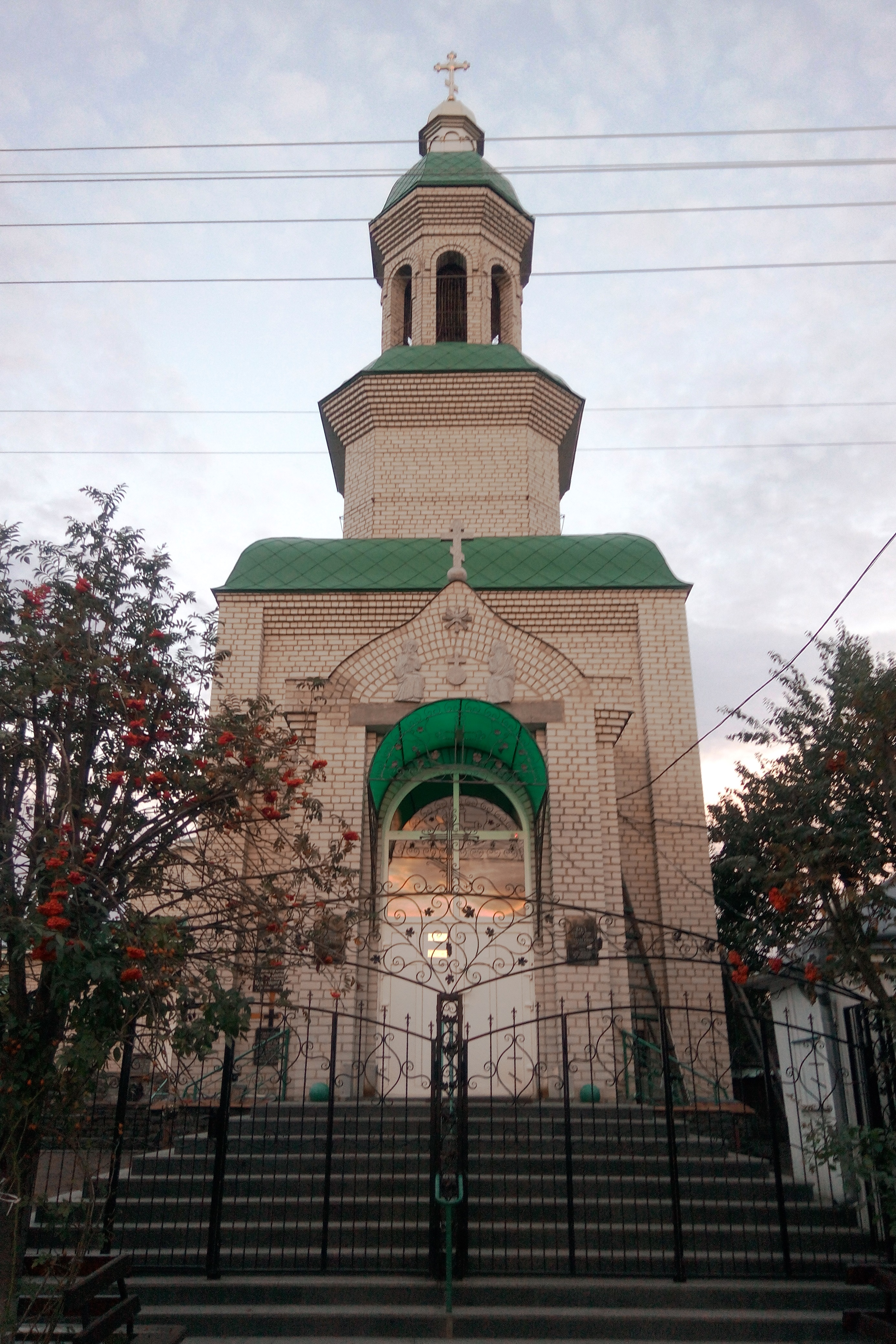
Церковь Святой Троицы (УПЦ КП)
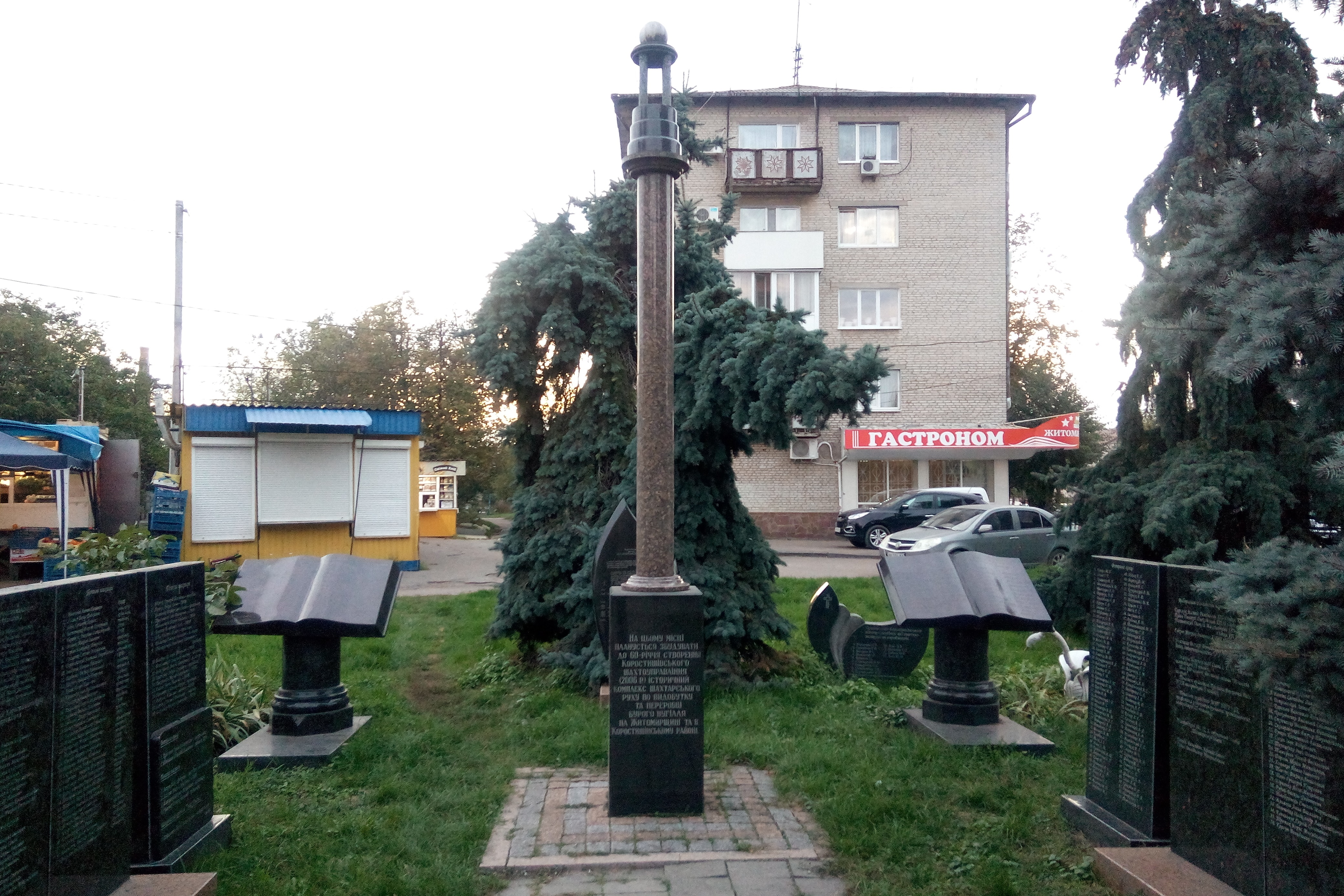
Памятник коростышевским шахтёрам
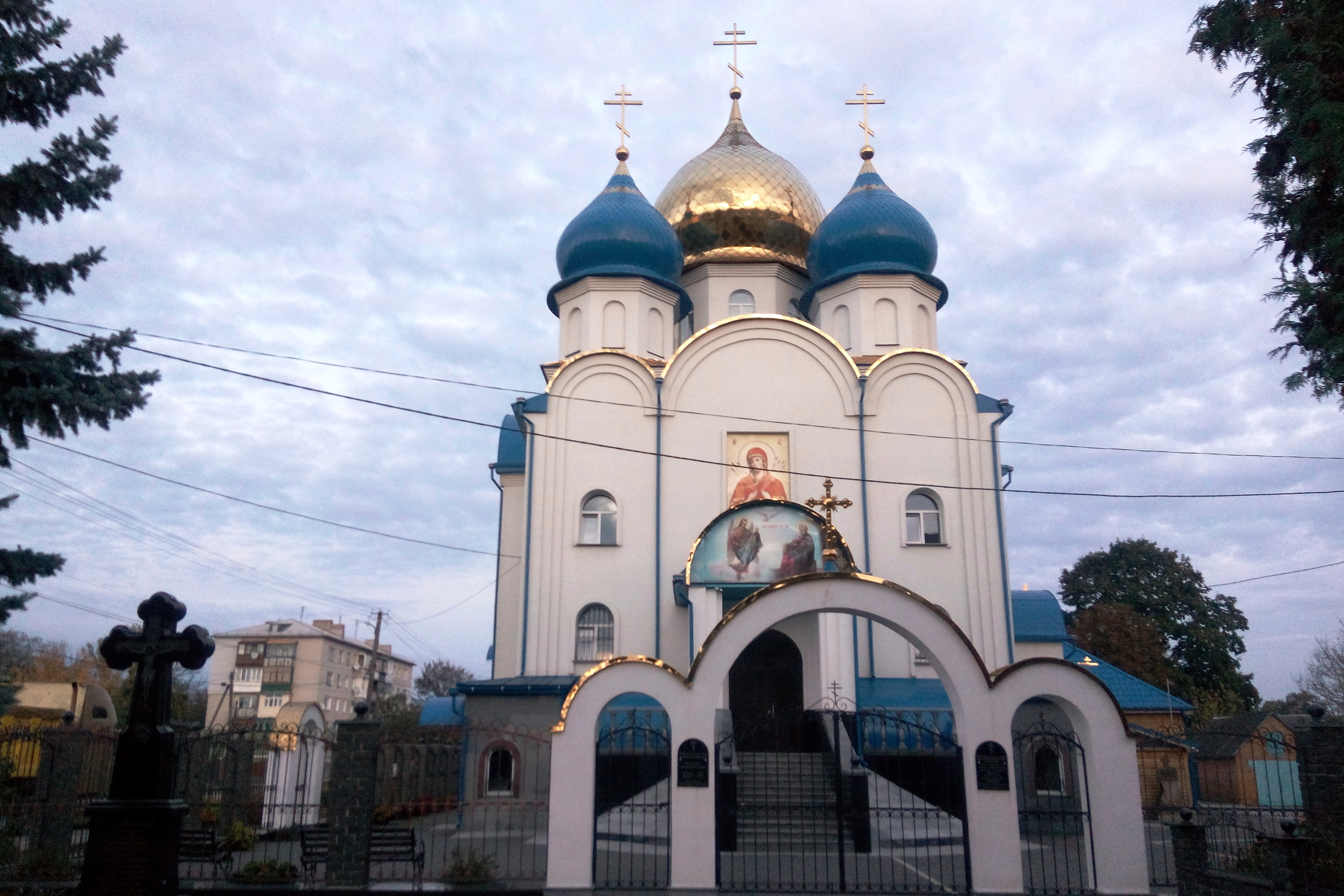
Свято-Благовещенский собор

## Города-побратимы
- Кохтла-Ярве (Эстония)[24]